# Холцминден
Холцминден (њем. Holzminden) град је у њемачкој савезној држави Доња Саксонија. Једно је од 32 општинска средишта округа Холцминден. Према процјени из 2010. у граду је живјело 20.387 становника. Посједује регионалну шифру (AGS) 3255023.

## Географски и демографски подаци
Холцминден се налази у савезној држави Доња Саксонија у округу Холцминден. Град се налази на надморској висини од 89 метара. Површина општине износи 88,2 km². У самом граду је, према процјени из 2010. године, живјело 20.387 становника. Просјечна густина становништва износи 231 становника/km².

## Међународна сарадња
| Мјесто               | Држава               | Врста сарадње | Од    |
| -------------------- | -------------------- | ------------- | ----- |
| Штихтинг Велејн Анло | Холандија            | партнерство   | 1996. |
| Ливенмут             | Уједињено Краљевство | партнерство   | 1986. |
| Извор                |                      |               |       |